# Glims Holm
Glims Holm, (detta anche Glimps Holm, in norreno Glums Holm), è un isolotto disabitato nell'arcipelago delle Orcadi, in Scozia.

## Geografia
Glims Holm si trova nella Holm Sound, uno degli accessi orientali alla baia Scapa Flow, tra Mainland e Burray. È collegata tramite le Churchill Barriers a Burray dalla barriera 3 (a sud), e a Lamb Holm a nord-est dalla barriera 2.

## Collegamenti esterni

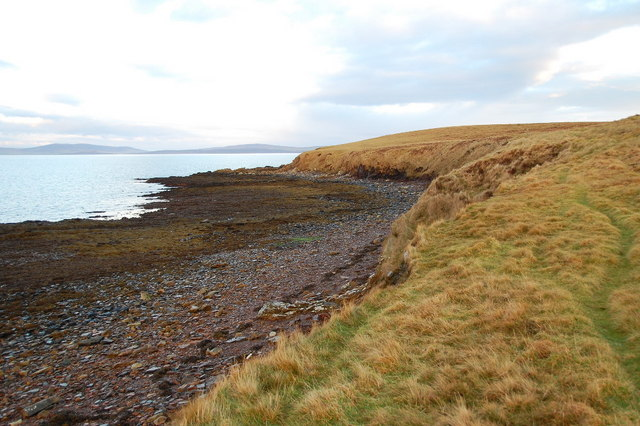
Una spiaggia nel sud-ovest dell'isola.